# Conde de Lucan
Conde de Lucan foi um título no Pariato da Irlanda que foi possuído até agora por duas famílias irlandesas relacionadas uma com a outra, nas criações de 1691 e 1795. O atual titular é George Bingham, 8.º Conde de Lucan, desde 2016.
Os títulos subsidiários associados com o condado são: Barão Lucan, de Castlebar, no Condado de Mayo (criado em 1776), e Barão Bingham, de Melcombe Bingham no Condado de Dorset (1934). Os títulos mencionados acima estão respectivamente no Pariato da Irlanda e no Pariato do Reino Unido, o que permitiu que os Condes de Lucan se sentassem na Câmara dos Lordes, depois que a prática de eleger pares do reino como representantes na Câmara foi abolida na Irlanda. O Conde de Lucan também possui a dignidade de baronete (de Castlebar, Condado de Mayo), criado no Coletivo de Baronetes da Nova Escócia a 7 de junho de 1634.
Em 1691, Patrick Sarsfield, que tinha sido um dos comandantes irlandeses do rei Jaime II da Inglaterra durante suas batalhas na Irlanda contra Guilherme de Orange, pelos tronos inglês, escocês e irlandês (veja Revolução Gloriosa), recebeu o título Conde de Lucan. O filho de Sarsfield, James Sarsfield, morreu sem um herdeiro em 1718, e o título extinguiu-se.
O sobrinho-neto de Sarsfield, Charles Bingham, teve o título recriado em 1795, tornando-se o primeiro conde.
O título ficou notório em 1974, com o desaparecimento do sétimo conde, um suspeito do assassinato da babá de seus filhos.
O filho de Lord Lucan e herdeiro não pode herdar o condado até que seu pai seja legalmente declarado falecido. Embora o paradeiro de Lord Lucan seja desconhecido, seu filho é conhecido por seu título de cortesia, Lord Bingham. Lord Bingham exigiu o lugar de seu pai na Câmara dos Lordes em 1999, mas seu pedido foi recusado pelo Lorde Chanceler. Mais tarde, a Alta Corte britânica, em um requerimento da família Bingham, declarou Lucan oficialmente morto, mas não concedeu um certificado de morte até 2016.

## Condes de Lucan, criação Jacobita (1691)
- Patrick Sarsfield, 1.º Conde de Lucan (1660 - 21 de agosto de 1693)
- James Sarsfield, 2.º Conde de Lucan (m. 1718)

## Condes de Lucan, primeira Criação (1795)
- Charles Bingham, 1.º Conde de Lucan (1735- 1799)
  -  Richard Bingham, 2.º Conde de Lucan (1764-1839), eleito Par do Reino Representante em 1800.
    -  George Charles Bingham, 3.º Conde de Lucan (1800-1888), eleito Par do Reino Representante em 1840.
      -  Charles George Bingham, 4.º Conde de Lucan (1830-1914), eleito Par do Reino Representante em 1889.
        -  George Charles Bingham, 5.º Conde de Lucan (1860-1949), eleito Par do Reino Representante em 1914.
          -  George Charles Patrick Bingham, 6.º Conde de Lucan (1898-1964)
            -  Richard John Bingham, 7.º Conde de Lucan (n. 1934, desaparecido em 1974, presumido morto; certificado de morte declarado em 2016)
              -  George Bingham, 8.º Conde de Lucan (n. 1967)
                - (1) Charles Lars John Bingham (n. 2020)